# Open Your Eyes (film 1919)
Open Your Eyes è un film muto del 1919 diretto da Gilbert P. Hamilton. Destinato a mettere in guardia contro le malattie veneree e girato nel Bronx nel 1917, il film fu distribuito da Warner Bros. nel maggio del 1919. Jack L. Warner, uno dei fondatori della Warner Bros., appare in un cameo nei panni di un soldato della Prima Guerra Mondiale.

## Trama
Il film racconta la storia di Kitty Walton, una giovane donna che vive con la sua famiglia. Sua madre, Mrs. Walton, è protettiva nei suoi confronti, mentre suo padre, Mr. Walton, è una figura più distante. Kitty si innamora di Harold Connors, ma la sua vita prende una piega inaspettata quando entra in scena Frances Forrester, una donna che sembra avere un'influenza su di lei e su coloro che la circondano. Kitty, infatti, deve confrontarsi con una serie di difficoltà emotive e familiari, mentre cerca di trovare la propria strada. La presenza di personaggi come il Dr. Bennett e Eddie Samson complica ulteriormente la sua vita, mentre il film esplora temi di desiderio, inganno e trasformazione personale.

## Personaggi
- Kitty Walton, interpretata da Faire Binney
- Mrs. Walton, interpretata da Mrs. Joupert
- Mr. Walton, interpretato da Jack Hopkins
- Dr. Bennett, interpretato da Halbert Brown
- Eddie Samson, interpretato da Eddie Beryll
- Frances Forrester, interpretata da Emily Marceau
- Mrs. Forrester, interpretata da Viola Allen
- Harold Connors, interpretato da Ben Lyon
- Gaston Glass, interpretato da Gaston Glass
- Soldato, interpretato da Jack L. Warner

## Critica
Essendo un film sulla igiene sessuale, Open Your Eyes fu soggetto a restrizioni di censura e spesso veniva proiettato come film per adulti, ma continuava ad essere mostrato come un film di sfruttamento. Nel 1927, la filiale del New Jersey della Motion Picture Theater Owners of America avvertì i cinema di non proiettare questo film "scandaloso e audace", citando la decenza comune e il rischio che avrebbe suscitato richieste di censura.

## Conservazione
Una copia del film è conservata in un archivio straniero.